# Rötgesbüttel
Rötgesbüttel ist eine Gemeinde im Landkreis Gifhorn in Niedersachsen (Deutschland). Sie gehört der Samtgemeinde Papenteich an.

## Geografie
Die Gemeinde Rötgesbüttel liegt rund 15 km nördlich von Braunschweig, 10 km südlich von Gifhorn und 20 km westlich von Wolfsburg direkt an der Bundesstraße 4, der Hauptverbindung zwischen Braunschweig und Lüneburg. Die Bundesstraße 4 ist Teil der Harz-und-Heide-Verbindung und der Deutschen Spargelstraße. Rötgesbüttel liegt an dem Bach Rötgesbütteler Riede.

## Bevölkerung

Einwohnerentwicklung von Rötgesbüttel von 1821 bis 2017 nach nebenstehender Tabelle

| Jahr | Einwohner |  | Jahr | Einwohner |
| ---- | --------- |  | ---- | --------- |
| 1821 | 355       |  | 1950 | 1059      |
| 1871 | 508       |  | 1961 | 882       |
| 1912 | 618       |  | 1970 | 977       |
| 1925 | 627       |  | 1980 | 1247      |
| 1933 | 384       |  | 1990 | 1406      |
| 1939 | 580       |  | 2000 | 1926      |
|      |           |  | 2017 | 2323      |

## Geschichte

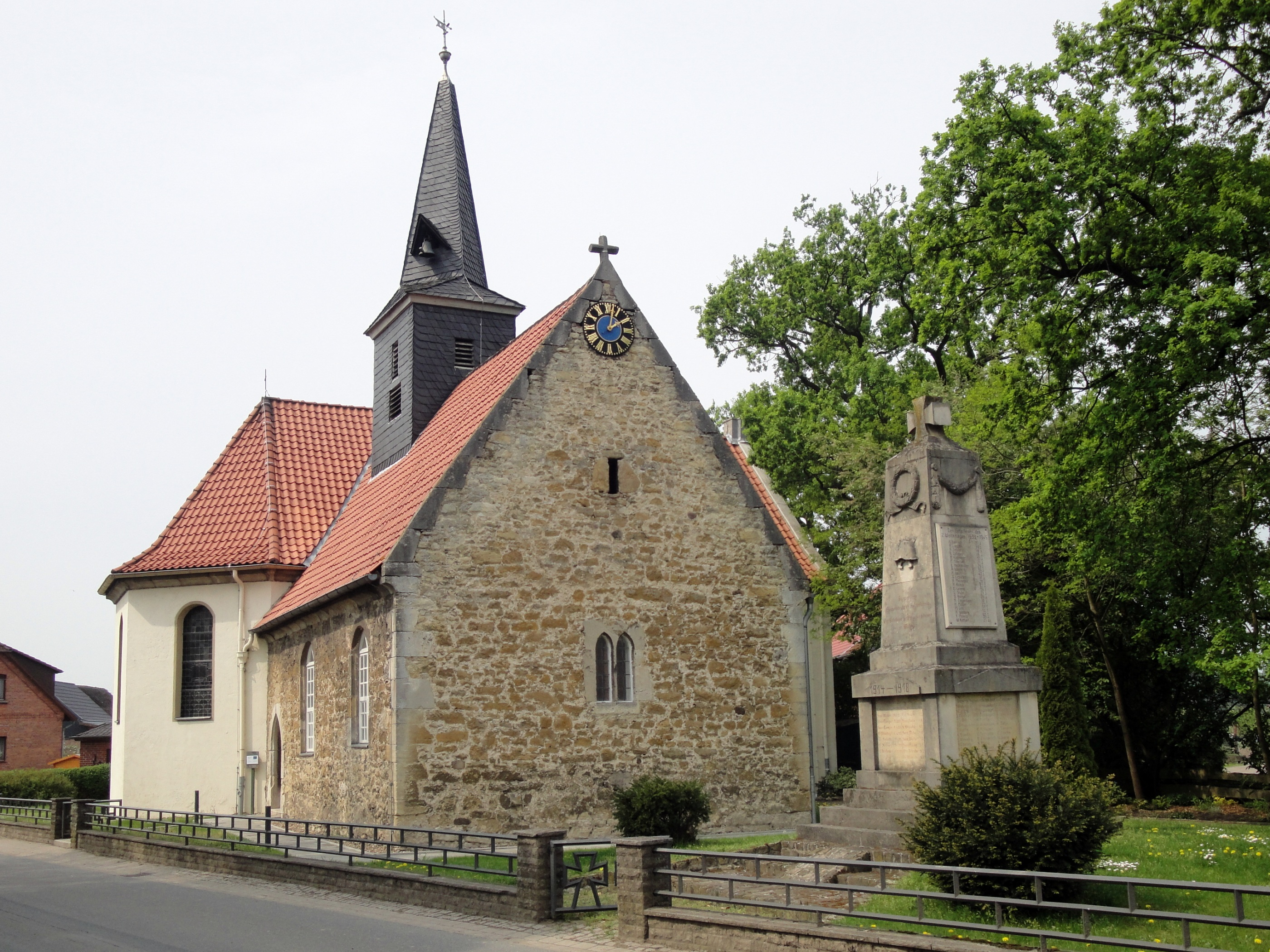
Kirche in Rötgesbüttel

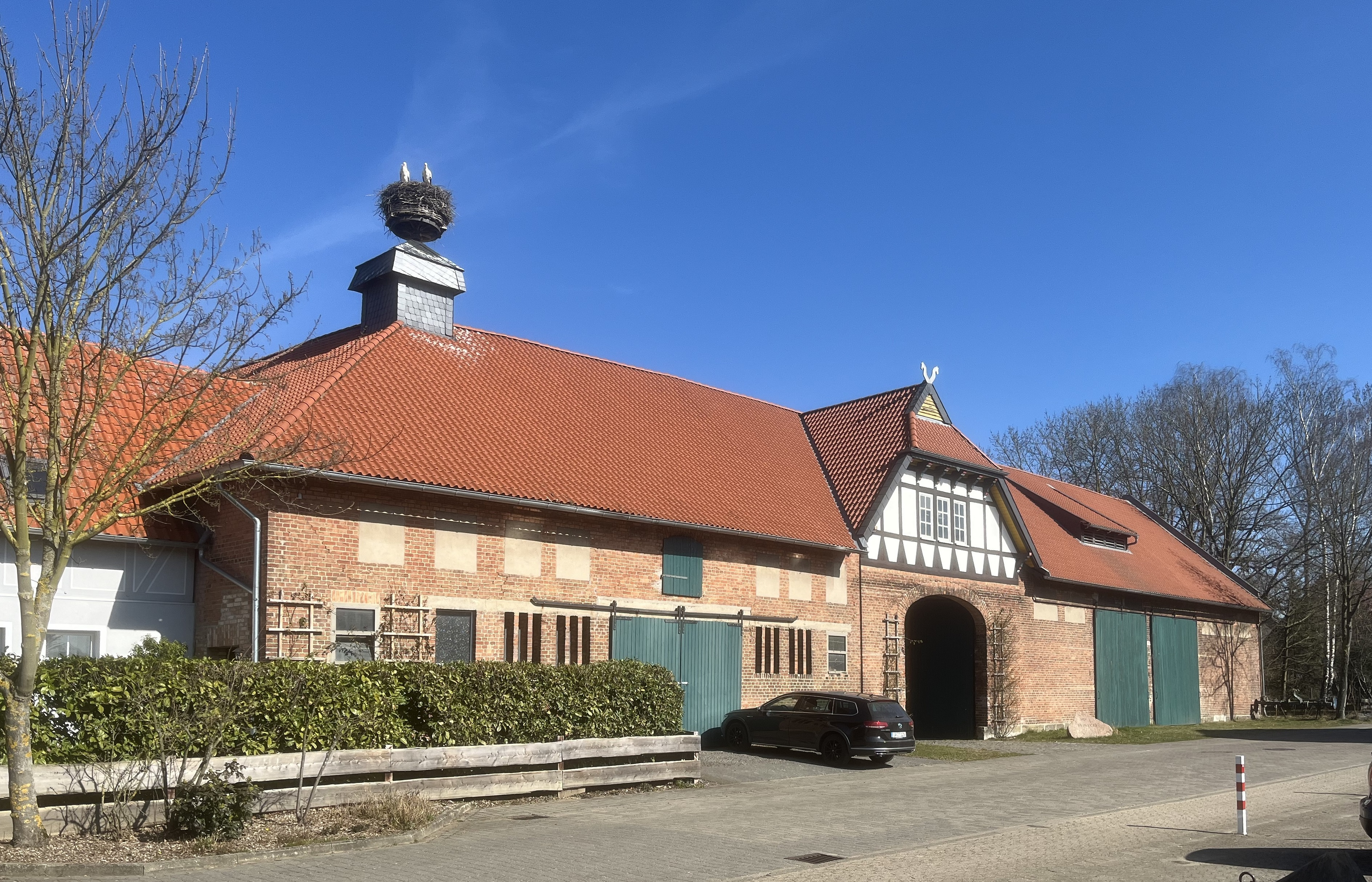
Hofgebäude an der Schulstraße mit Störchen

Rötgesbüttel besteht schon seit mehr als 770 Jahren. Erstmals wurde „Rotlekesbutle“ 1226 urkundlich erwähnt. Folgt man der Ortsnamenforschung zur Entstehung der „Büttel“-Orte (vergleiche Samtgemeinde Papenteich), so ist das Dorf vermutlich sogar noch einige Jahrhunderte älter. Schon im Mittelalter hatte der Ort Bedeutung für den Durchgangsverkehr auf der alten Handelsstraße von Hamburg nach Braunschweig.
Die evangelisch-lutherische St.-Michaels-Kirche besteht aus einer 1250 oder, nach neueren Forschungen, im 15. Jahrhundert erbauten Kapelle, an die 1928 ein geräumiges Kirchenschiff angebaut wurde.
Das alte Gografenhaus, erbaut im Jahre 1591, ist das älteste Haus im Ort. Hier war früher der Sitz der obersten Verwaltung für das gesamte Gebiet.

## Politik

### Gemeinderat
Der Rat der Gemeinde Rötgesbüttel setzt sich aus 13 Mitgliedern zusammen. Die Ratsmitglieder werden durch eine Kommunalwahl für jeweils fünf Jahre gewählt.
Bei der Kommunalwahl 2021 ergab sich folgende Sitzverteilung:
| Gemeinderat 2021Insgesamt 13 Sitze - SPD: 5 - Grüne: 1 - W.i.R.: 7 | Gemeinderatswahl 2021Wahlbeteiligung: 63,65 % 6050403020100 55,5 %34,7 %9,8 % W.i.R.aSPDGrüneAnmerkungen:a Wählergemeinschaft in Rötgesbüttel |

| Wahljahr | W.i.R. | SPD | CDU | Gesamt   |
| -------- | ------ | --- | --- | -------- |
| 2016     | 7      | 6   | -   | 13 Sitze |
| 2011     | 4      | 5   | 4   | 13 Sitze |

### Bürgermeister
Bürgermeister seit 2016 ist Hermann Schölkmann (WiR).
bisherige Amtsinhaber
- bis 2016: Stefan Konrad (SPD)
- seit 2016: Hermann Schölkmann (WiR)

### Wappen
| Wappen von Rötgesbüttel | Blasonierung: „Auf silbernem Grund eine große, grüne Eiche mit goldenen Eicheln, an den Wurzeln vor der Eiche eine goldene Sitzbank, links neben der Bank eine aufgehende Sonne.“ |
| Wappen von Rötgesbüttel | Wappenbegründung: Das Wappen soll an die ehemalige Gerichtsstätte der Gografschaft Papenteich sowie die ländlichen Strukturen erinnern.                                           |

## Kultur und Sehenswürdigkeiten

### Vereine
- Kyffhäuser Kameradschaft Rötgesbüttel
- Cultura Rotlekesbutle 1887 (2022 aus dem ehemaligen Männergesangverein hervorgegangen)[8]
- Schützenverein
- VfL Rötgesbüttel
- VfL-Sportheim
- DEP (DorfEntwicklungsPlanung)
- Freiwillige Feuerwehr
- Sparverein Rötgesbüttel

### Regelmäßige Veranstaltungen
- Jährlich im Mai findet ein Schützenfest statt.
- Die Kyffhäuser-Kameradschaft richtet seit inzwischen mehr als 35 Jahren das jährliche Schweinepreisschießen aus.
- Der VfL Rötgesbüttel richtet jedes Jahr ein Sportwochenende aus.
- Die Freiwillige Feuerwehr veranstaltet jährlich im Januar in der Bürgerhalle einen Feuerwehrball.
- Ein überregionales Ereignis ist das seit 1988 alle zwei Jahre stattfindende Bettenrennen, das vor zahlreichem Publikum jedes Mal in einem anderen Ortsteil von Rötgesbüttel ausgetragen wird. Bettenrennen ist eine Veranstaltung von Rötgesbüttelern für Rötgesbütteler. Das Bettenrennen wird seit 2023 vom Orts- und Kulturverein Cultura Rotlekesbutle 1887 e. V. veranstaltet.
- Seit 2012 richten die Rötgesbütteler Vereine und Verbände gemeinsam mit einem Festwirt und einer regionalen Brauerei die „Wiesn Gaudi“ aus.

## Wirtschaft und Infrastruktur

### Öffentliche Einrichtungen

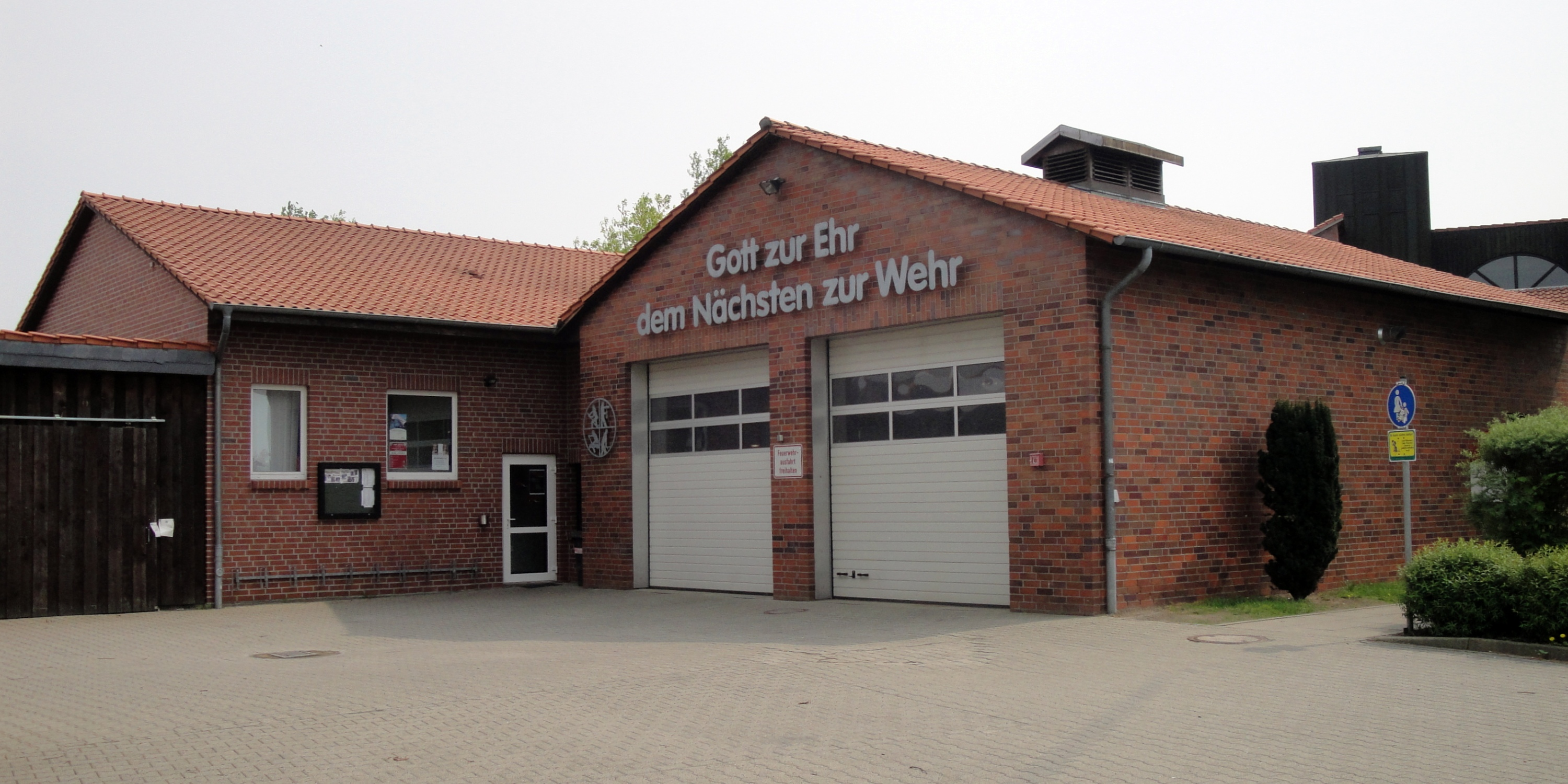
Feuerwehrhaus

Die 2005 eröffnete Bürgerhalle wird für Veranstaltungen genutzt.
Die Freiwillige Feuerwehr ist eine der beiden Stützpunktwehren in der Samtgemeinde, sie wurde 1911 gegründet und ersetzte die bisherige Pflichtfeuerwehr. 1973 wurde die Jugendfeuerwehr gegründet, 2008 erfolgte die Gründung der Kinderfeuerwehr, und seit 2011 besteht der Förderverein der Feuerwehr.

### Bildung
Im Ort befinden sich ein Kindergarten und eine Grundschule.

### Verkehr

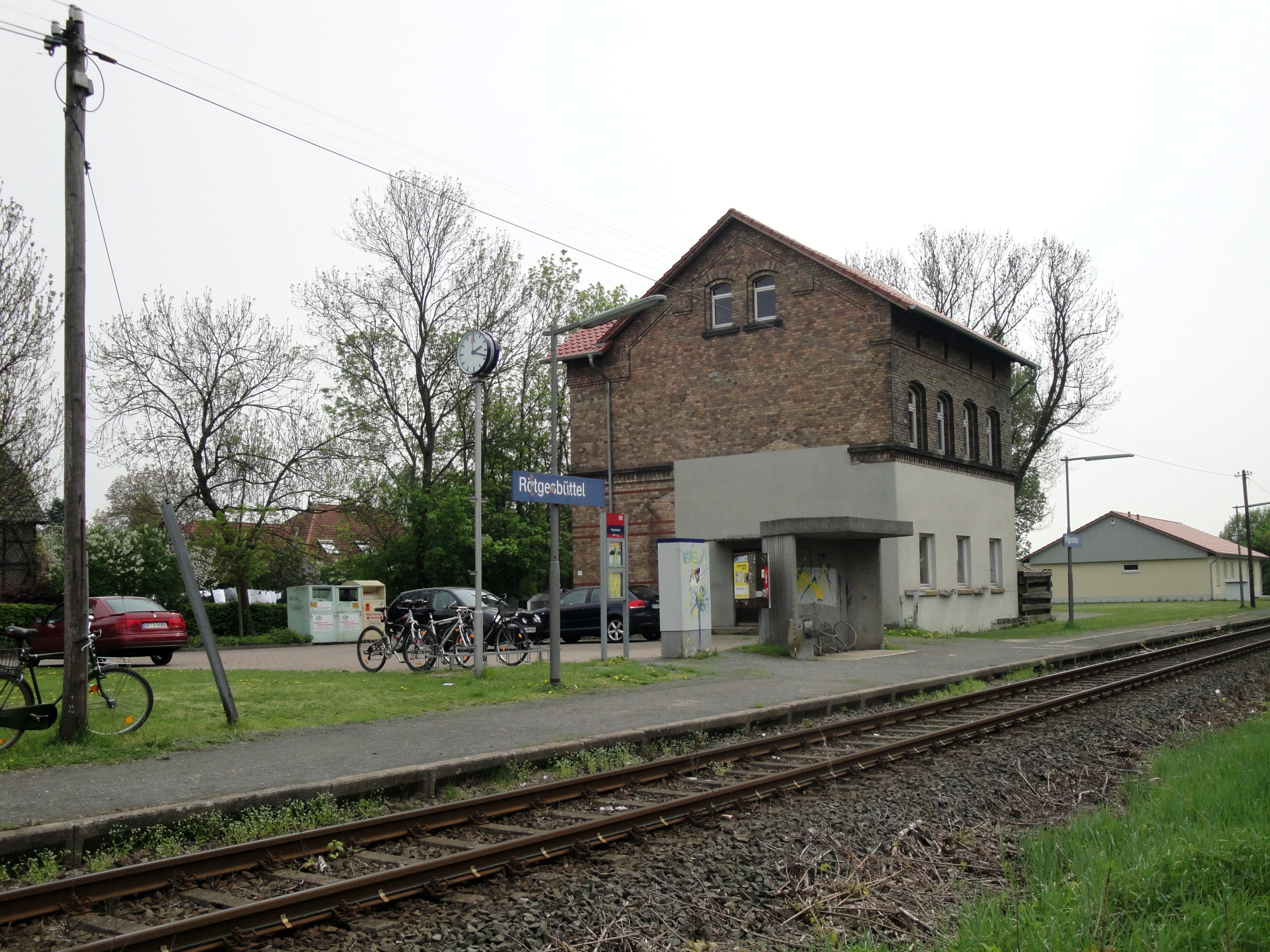
Stillgelegter Haltepunkt in Rötgesbüttel, 2011

Rötgesbüttel liegt an der Bahnstrecke Braunschweig–Wieren und wird vom erixx (RB 47) im Stundentakt bedient. Zum Fahrplanwechsel im Dezember 2020 wurde der Bahnhof als Neubau eröffnet und wird zur Kreuzung von Personenzügen genutzt.
Durch den Ort führt die Bundesstraße 4, welche im weiteren Verlauf von etwa 10 km auf die A 391 mündet, diese hat direkte Anbindung an die A 2.